# Natasha Hovey
Natasha Hovey (Beirut, 14 agosto 1967) è un'attrice italiana.

## Biografia
Nata a Beirut, in Libano, da un musicista statunitense e una grafologa olandese, è cresciuta in Italia, dove ha iniziato la carriera ancora adolescente, esordendo con il film Acqua e sapone, diretto da Carlo Verdone. Dopo qualche altro film in ruoli che la ritraggono come la tipica ragazza semplice e gioviale (tra cui Compagni di scuola del 1988, sempre diretto e con Carlo Verdone) e dopo aver lavorato anche in alcuni programmi, fiction televisive e spot pubblicitari, si è ritirata dal mondo dello spettacolo.

## Vita privata
A metà anni novanta abbandonò la carriera artistica e si trasferì a Parigi dove sposò un medico reumatologo francese, con il quale si è successivamente trasferita a Miami.
La coppia ha un figlio nato nel 1999.

## Filmografia

### Cinema

Natasha Hovey in Acqua e sapone (1983)

- Acqua e sapone, regia di Carlo Verdone (1983)
- Giochi d'estate, regia di Bruno Cortini (1984)
- Dèmoni, regia di Lamberto Bava (1985)
- Il mondo dell'orrore di Dario Argento, regia di Michele Soavi – docu-film (1985)
- Compagni di scuola, regia di Carlo Verdone (1988)
- Volevo i pantaloni, regia di Maurizio Ponzi (1990)
- Orquesta Club Virginia, regia di Manuel Iborra (1992)
- Bugie rosse, regia di Pierfrancesco Campanella (1993)

### Televisione
- I figli dell'ispettore – serie TV (1984)
- Domani, regia di Marcello Fondato – film TV (1986)
- Uomo contro uomo, regia di Sergio Sollima – film TV (1987)
- Senza scampo, regia di Paolo Poeti – miniserie TV (1989-1990)
- Stay Lucky – serie TV, episodio 4x10 (1993)
- La piovra 7 - Indagine sulla morte del commissario Cattani, regia di Luigi Perelli – miniserie TV (1995)
- Mamma per caso, regia di Sergio Martino – miniserie TV (1997)
- More Is Less, regia di Andy Lambert – cortometraggio (1997)

## Spot pubblicitari
- Piaggio (1982)
- Acqua Fiuggi (1983)
- Barilla (1989)
- Ferrarelle (1994-1996)